# Villa Volpicelli
La villa Volpicelli est un édifice monumental de Naples; elle est située en bord de mer, dans le quartier de Pausilippe.

## Historique
La bâtisse est déjà présente dans une veduta de Baratta de 1629, où elle est clairement reconnaissable à la haute tour cylindrique de la fortification du palais de Pietro Santacroce. Plus tard, elle a été surnommée le "fort" ou la "tour", tant et si bien que dans la carte de Giovanni Carafa de 1775, elle figure comme Castello Di Schitella et Fort, en mémoire de son usage par les princes d'Ischitella.
En 1884, l'ensemble a été acheté par Raffaele Volpicelli, qui a rapidement ordonné les travaux de rénovation censés lui rendre son aspect initial.

## La villa aujourd'hui
Aujourd'hui, la villa figure parmi les plus belles de Pausilippe; particulièrement intéressant est son grand jardin, caché par un mur d'enceinte : il s'étend vers la mer, et jouxte la propriété de la villa Rosebery, une des résidences officielles du président de la République italienne.
Depuis 1999, le lieu a été choisi pour représenter l'extérieur du palais Palladini, bâtiment dans lequel se passent la plupart des événements du soap opera de la Rai 3 Un posto al sole (Une place au soleil). Auparavant les ambiances extérieures étaient tournées dans un autre palais de Pausilippe.

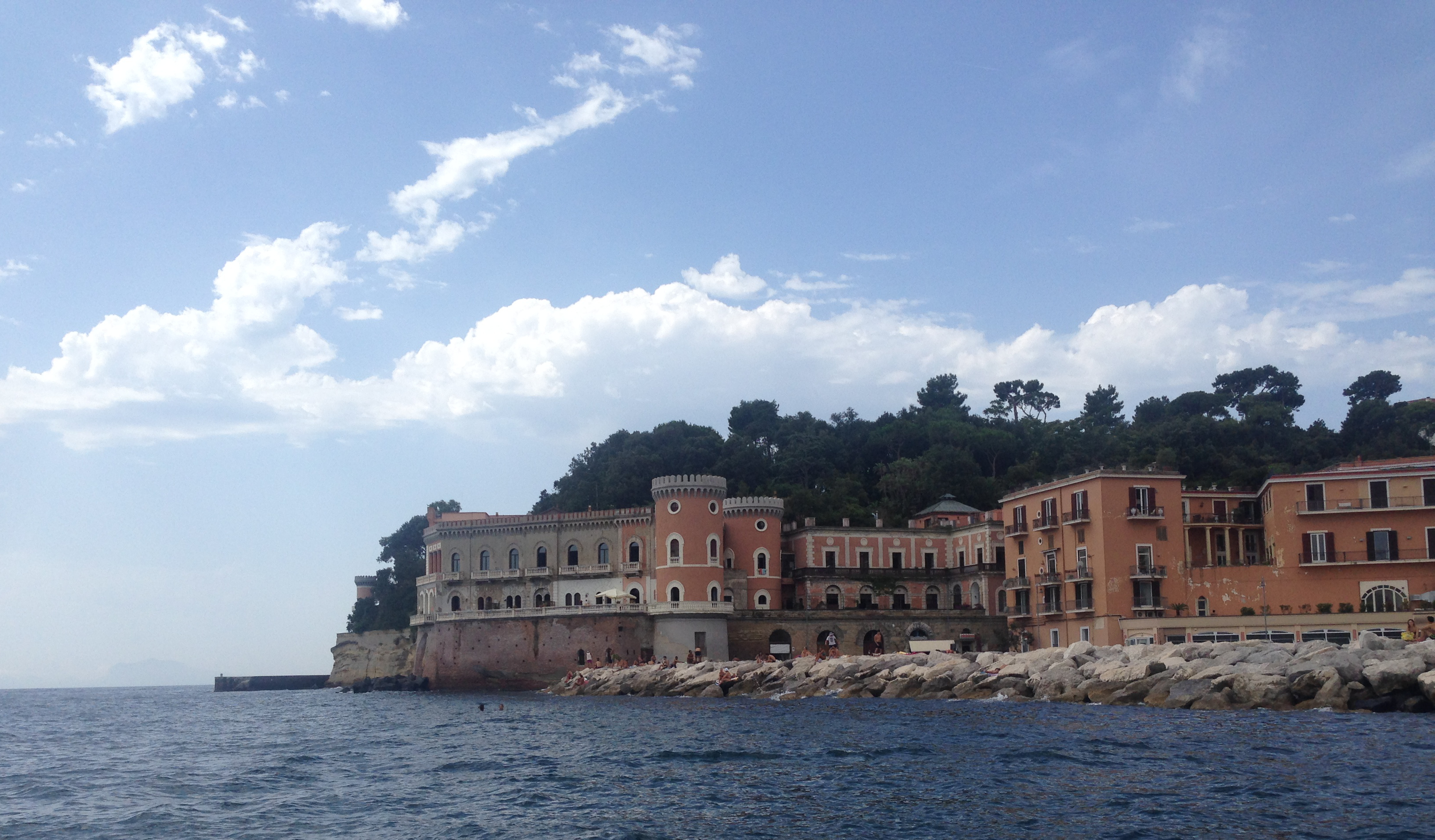
Villa Volpicelli, vue de la mer
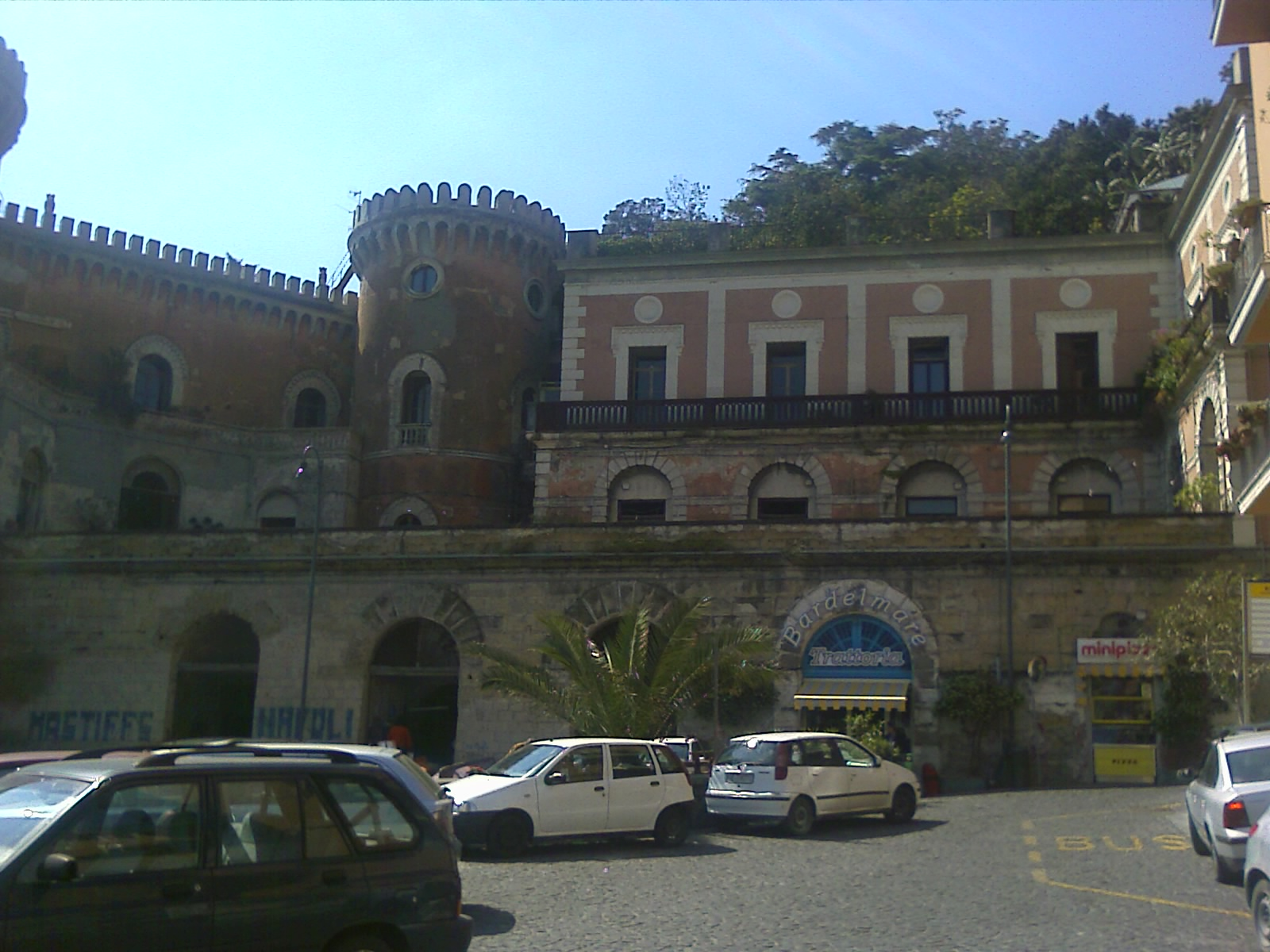
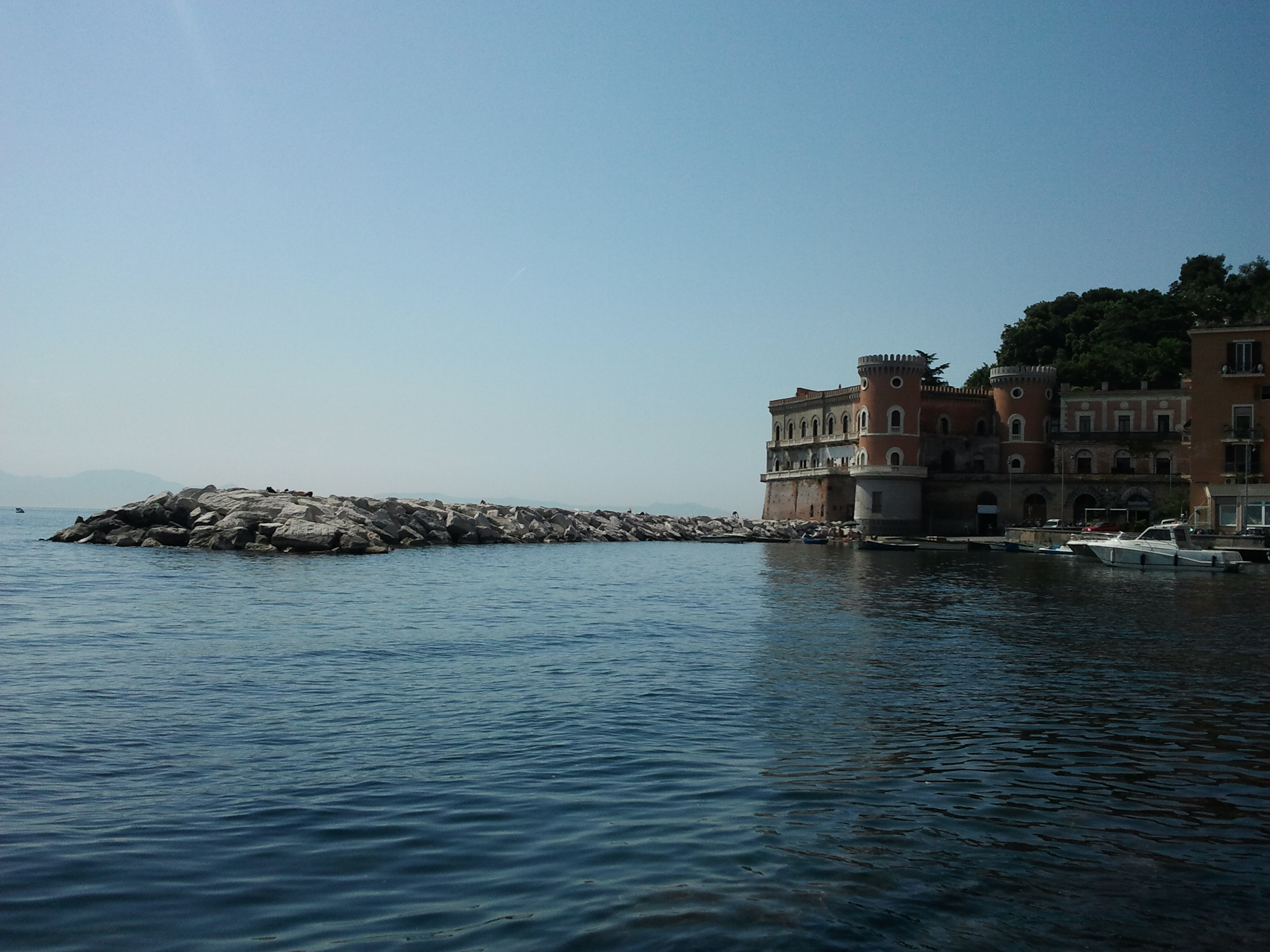